# Lech Falandysz

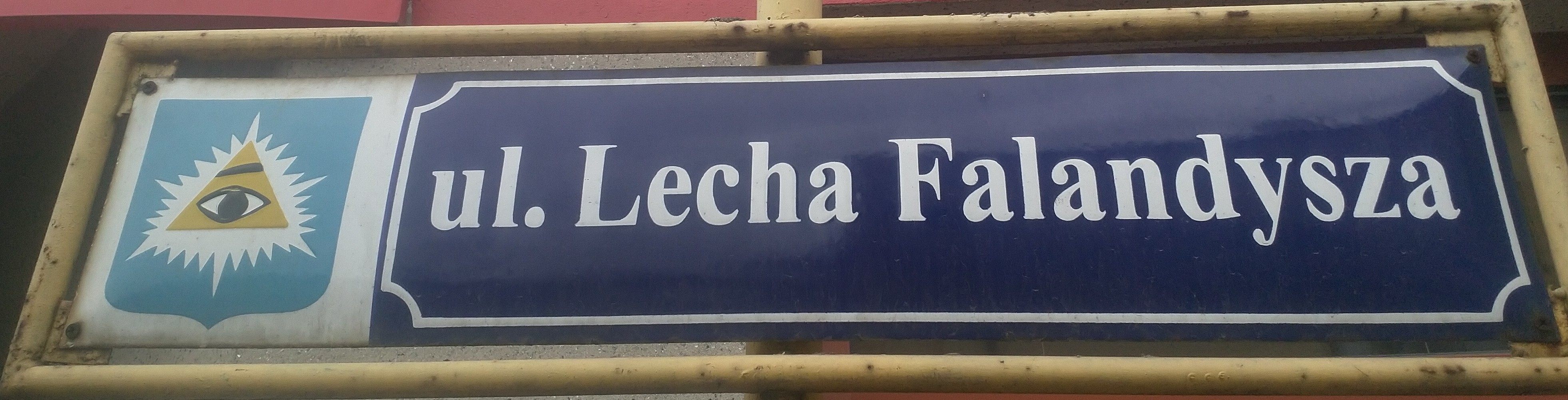
Ulica Lecha Falandysza w Radzyminie

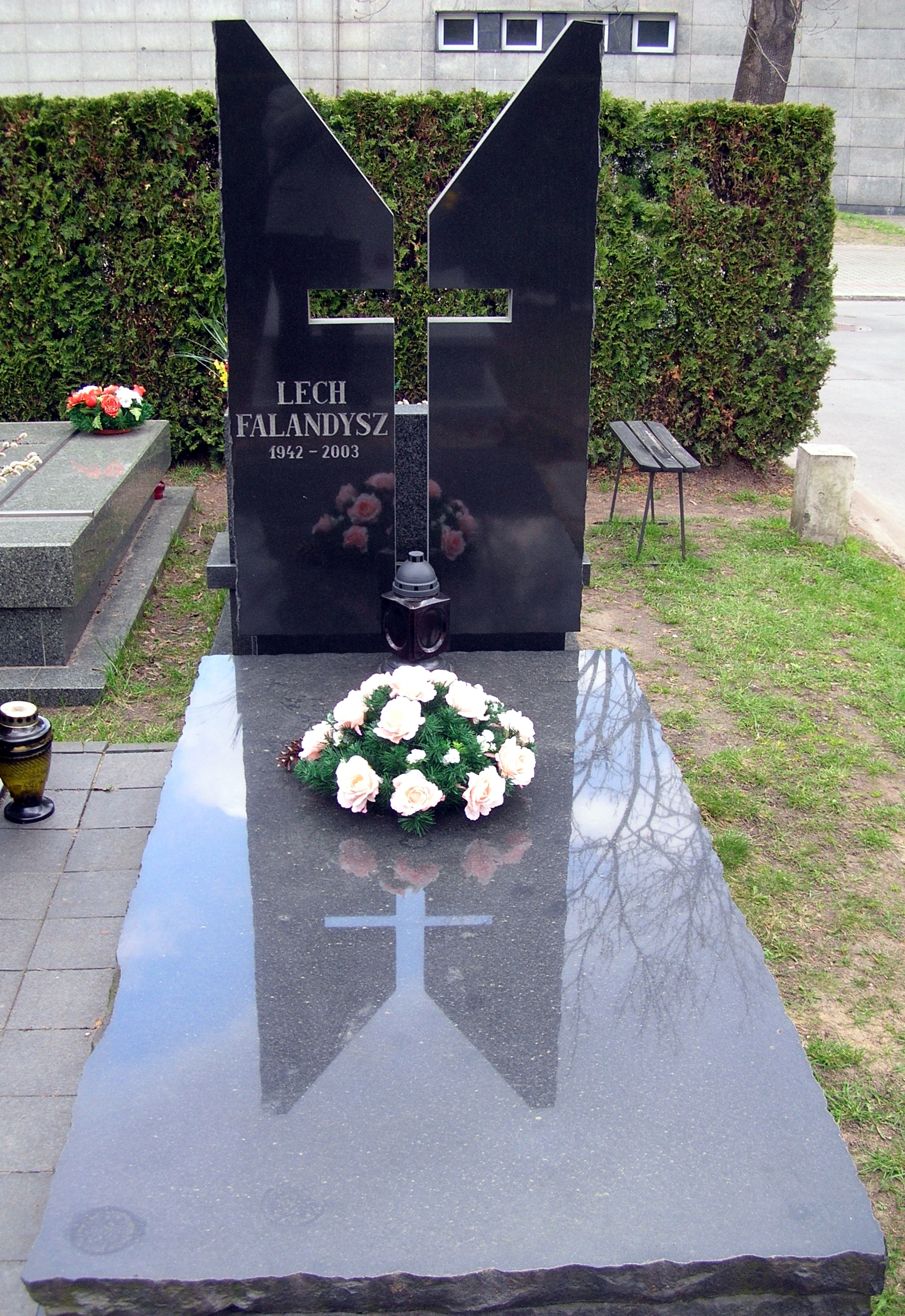
Grób Lecha Falandysza na Cmentarzu Wojskowym na Powązkach

Lech Falandysz (ur. 27 października 1942 w Warszawie, zm. 22 lutego 2003 tamże) – polski prawnik, karnista, doktor habilitowany nauk prawnych, profesor nadzwyczajny Wydziału Prawa i Administracji Uniwersytetu Warszawskiego.

## Życiorys
Ukończył warszawskie VII Liceum Ogólnokształcące im. Juliusza Słowackiego. Studia prawnicze na Uniwersytecie Warszawskim ukończył w 1965, 6 lat później został doktorem. Był uczniem prof. Igora Andrejewa i prof. Jerzego Sawickiego. Habilitował się w 1981, a od 1991 pracował na stanowisku profesora UW. Autor ok. dwustu publikacji naukowych, głównie z dziedziny prawa karnego, wiktymologii, której był współtwórcą na gruncie nauki polskiej, badacz nieposłuszeństwa obywatelskiego. Był członkiem Towarzystwa Naukowego Prawa Karnego, Polskiego Towarzystwa Wiktymologicznego, Polskiego Towarzystwa Kryminologicznego im. prof. Stanisława Batawii, a także licznych zagranicznych towarzystw naukowych w zakresie prawa karnego.
Kreśląc wizję przyszłego społeczeństwa, w którym media zastąpią wymiar sprawiedliwości, wskazywał, że środki masowego przekazu mogą dowolnie naznaczać różnych ludzi trwałymi etykietami nie czekając na wyrok.
W latach 1980–1990 był uczestnikiem prac Centrum Obywatelskich Inicjatyw Ustawodawczych Solidarności. Członek Społecznej Rady Legislacyjnej – agendy/jednostki COIU.
Był aktywnym członkiem NSZZ „Solidarność” na Uniwersytecie Warszawskim,  doradcą „Solidarności” Regionu Mazowsze. Między innymi wspólnie z prof. dr hab. Andrzejem Stelmachowskim z Uniwersytetu Warszawskiego z ramienia „Solidarności” kierował pracami, celem których było rozwiązanie konfliktu, jaki miał miejsce w Wyższej Oficerskiej Szkole Pożarniczej w Warszawie w 1981 roku. Dr hab. Lech Falandysz był jednym z inicjatorów zajść, jakie miały miejsce w maju 1982 roku na terenie UW. Sam brał aktywny udział – wznosząc wrogie okrzyki, odrzucając w stronę funkcjonariuszy ładunki, użyte w celu rozproszenia tłumu. Wśród studentów Wydziału Prawa i Administracji Uniwersytetu Warszawskiego panowała opinia, że Lech Falandysz reprezentuje negatywną postawę do istniejącej rzeczywistości.
Do 1982 był członkiem Stronnictwa Demokratycznego. Po wprowadzeniu stanu wojennego wystąpił z partii i rozpoczął działalność w Komitecie Helsińskim. Uczestniczył w obradach "Okrągłego Stołu" po stronie opozycji. Na początku lat 90. działał w partii Victoria, popierającej prezydenta Lecha Wałęsę.
W latach 1990–1991 był dyrektorem Instytutu Wymiaru Sprawiedliwości przy Ministrze Sprawiedliwości, a następnie pracownikiem Kancelarii Prezydenta RP, najpierw w charakterze sekretarza stanu, później zastępcy szefa Kancelarii Prezydenta (podczas kadencji Lecha Wałęsy). Zasłynął, gdy udowadniał, że prezydent miał prawo odwołać z KRRiT dwóch „swoich” członków: Marka Markiewicza i Macieja Iłowieckiego. Takie działanie nazwano „falandyzacją prawa”. 15 lutego 1995 złożył dymisję z zajmowanego w Kancelarii Prezydenta stanowiska. Swą decyzję uzasadnił tym, że niemożliwa jest jego dalsza współpraca z szefem gabinetu prezydenta, Mieczysławem Wachowskim.
Od 1999 był współwłaścicielem kancelarii prawniczej „R. Smoktunowicz & L. Falandysz”.
Zmarł na raka trzustki. Był alkoholikiem, leczony od 1984. Pochowany na Cmentarzu Wojskowym na Powązkach w Warszawie (kwatera A3 tuje-2-52).
Został odznaczony Krzyżem Oficerskim Orderu Odrodzenia Polski (2002)

## Życie prywatne
Był żonaty z Barbarą Boboli-Falandysz (1959–2015), prawniczką i mediatorką, która zmarła 13 grudnia 2015 na chorobę nowotworową. Mieli czwórkę dzieci.

## Upamiętnienie
W Radzyminie znajduje się ulica imienia Lecha Falandysza. Falandysz określany był jako „wielki przyjaciel Radzymina”. Miał tam wraz z żoną dom letniskowy.
Największa aula Uczelni Łazarskiego w Warszawie nosi imię Lecha Falandysza.